# Caladium macrotites
Caladium macrotites är en kallaväxtart som beskrevs av Heinrich Wilhelm Schott. Caladium macrotites ingår i släktet Caladium och familjen kallaväxter. Inga underarter finns listade.